# St. Ägidius (Kleinbardorf)

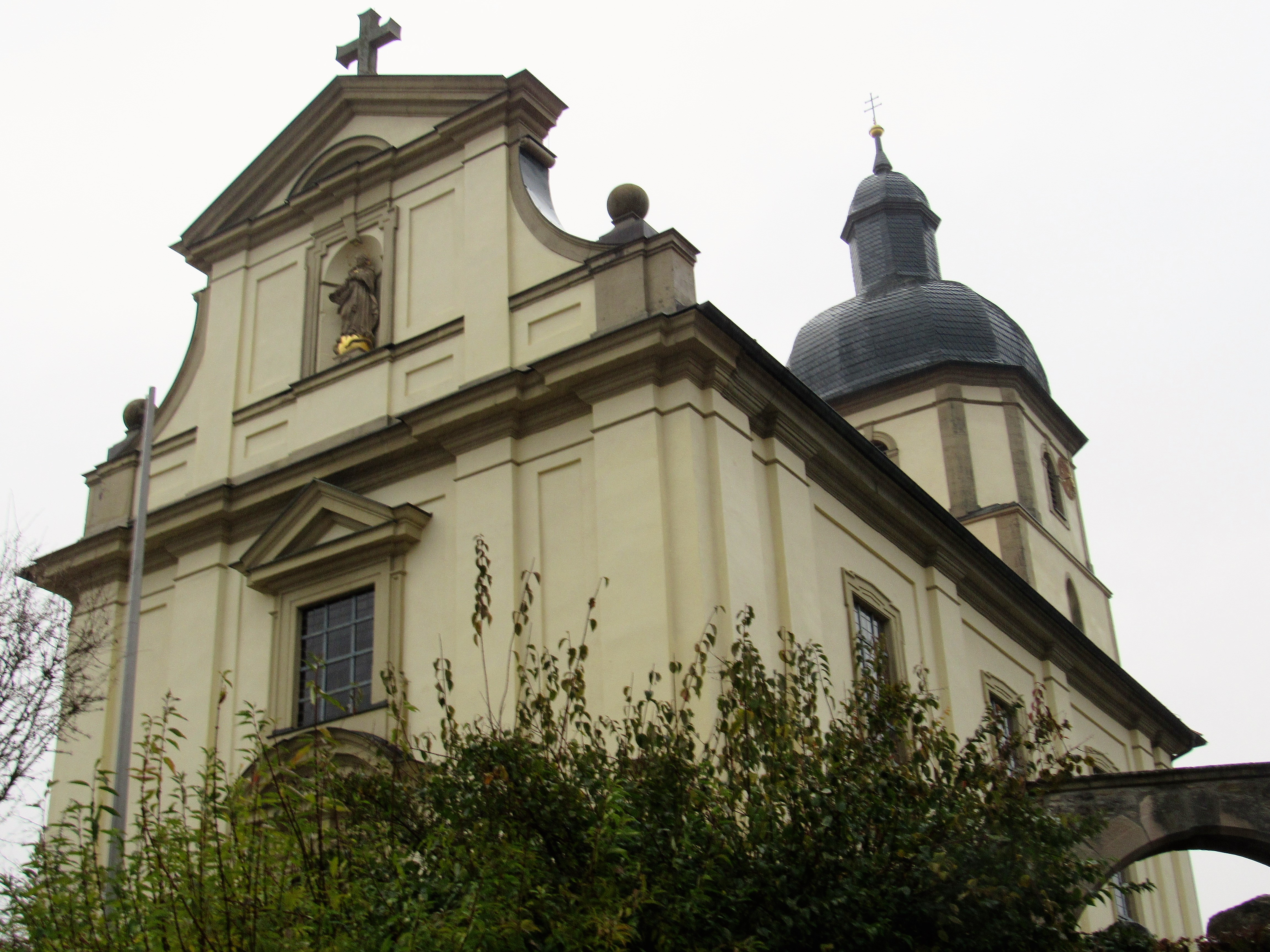
Die Kirche in Kleinbardorf

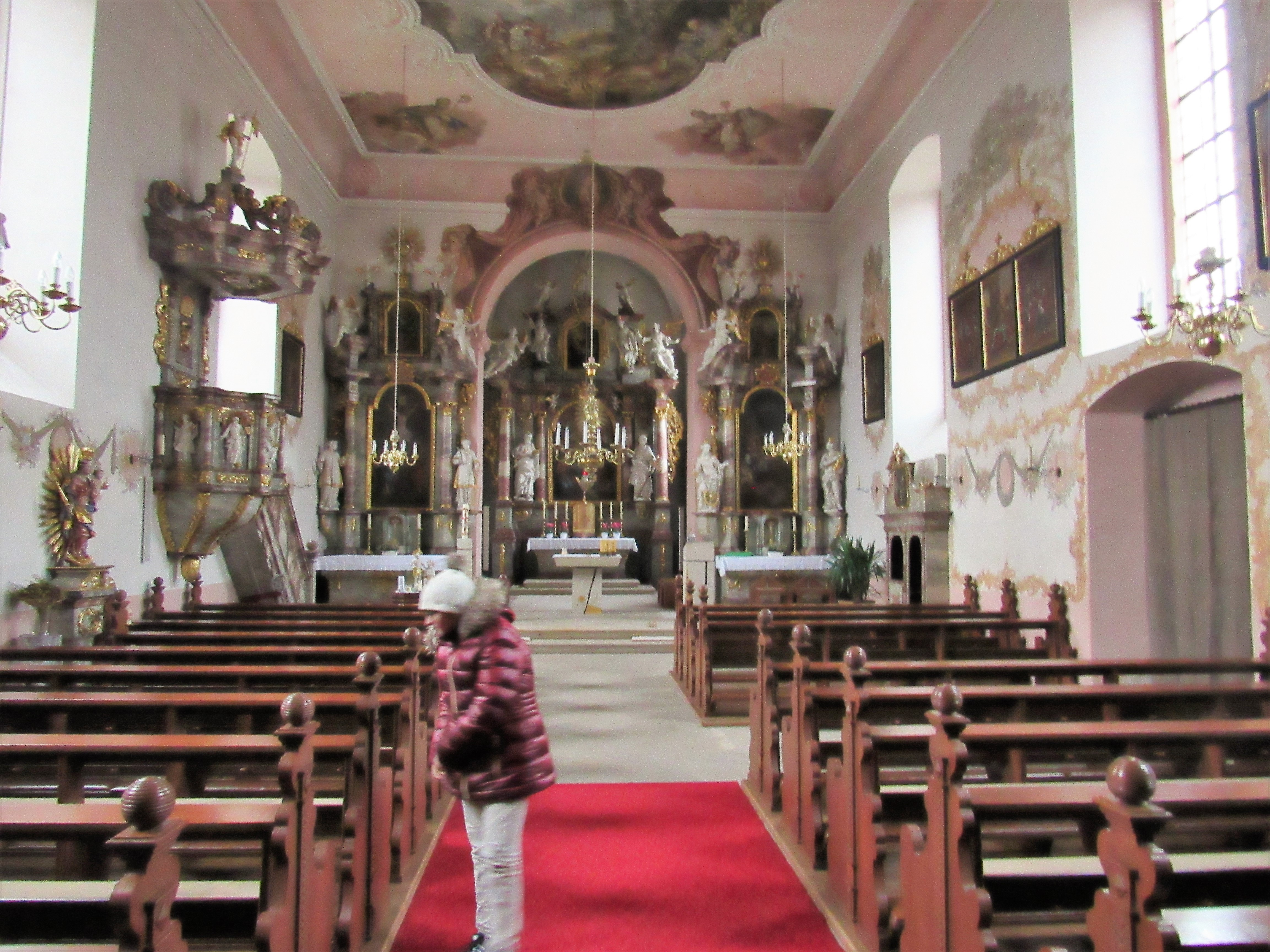
Innenraum der Kirche

Die römisch-katholische Pfarrkirche St. Ägidius ist die Dorfkirche von Kleinbardorf, einem Ortsteil von Sulzfeld im unterfränkischen Landkreis Rhön-Grabfeld. Die Kirche gehört zu den Baudenkmälern von Sulzfeld und ist unter der Nummer D 6-73-173-23 in der Bayerischen Denkmalliste registriert. Kleinbardorf ist ein Teil der Pfarreiengemeinschaft Westliches Grabfeld.

## Geschichte
Kleinbardorf war bis zum Jahr 1697 eine Filiale von Sulzfeld und ist seitdem eine selbständige Pfarrei. Ältester Teil der heutigen Kirche sind die drei unteren Geschosse des Kirchturms aus der Zeit um 1600. Das Langhaus wurde in den Jahren 1709–1712 von Joseph Greissing, nach anderer Meinung von Christian Gruber erbaut. Das Obergeschoss des Kirchturms setzte Christian Gruber im Jahr 1722 auf.

## Beschreibung
Der viergeschossige Kirchturm steht als Chorturm im Osten. Das oberste verjüngte Geschoss mit abgeschrägten Ecken und welscher Haube hat rundbogige Schallfenster. Die früheren Schallfenster im dritten Geschoss sind dagegen spitzbogig. Das unterste Geschoss ist der Chorraum mit zwei Fenstern und rundem Chorbogen. Das Langhaus hat drei Fensterachsen. Die Fenster sind Segmentbögen. Die westliche Fassade des Langhauses besitzt einen geschwungenen Giebel.

## Ausstattung
Die Altäre und die Kanzel wurden im Jahr 1718 geschaffen. Das Hauptbild des Hochaltars stellt Mariä Verkündigung dar.  Der Taufstein entstand im Jahr 1592. Die Deckengemälde, Verherrlichung des heiligen Ägidius und heiligste Dreifaltigkeit, malte Johann Peter Herrlein im Jahr 1781. Das Gehäuse der Orgel auf der westlichen Empore stammt aus der Zeit um 1750. Die Kirche hat ein vierstimmiges Durgeläut mit den Tönen ges´ b´, des´´ und ges´´. Es überspannt eine Oktave. Die beiden älteren Glocken 2 und 4 wurden im Jahr 1964 durch die Glockengießerei Schilling in Heidelberg ergänzt.